# Eiben bei Münchberg
Eiben bei Münchberg ist ein Gemeindeteil der Stadt Münchberg im Landkreis Hof (Oberfranken, Bayern). Eiben bei Münchberg liegt in der Gemarkung Münchberg.

## Geografie
Der Weiler liegt am Eibenberg (553 m ü. NHN) an einem namenlosen rechten Zufluss des Käsbachs. Ein Anliegerweg führt zur Bundesstraße 289 beim Gewerbegebiet Ost von Münchberg.

## Geschichte
Eiben gehörte zur Stadt Münchberg. Gegen Ende des 18. Jahrhunderts bestand Eiben aus vier Anwesen. Die Hochgerichtsbarkeit stand dem bayreuthischen Stadtrichteramt Münchberg zu. Der Bürgermeister und Rat Münchberg war Grundherr der vier Häuser.
Von 1797 bis 1810 unterstand Eiben bei Münchberg dem Justiz- und Kammeramt Münchberg. Infolge des Ersten Gemeindeedikts wurde Eiben bei Münchberg dem 1812 gebildeten Steuerdistrikt Münchberg und der zugleich entstandenen die Munizipalgemeinde Münchberg zugewiesen.

### Einwohnerentwicklung
| Jahr      | 1799  | 1812  | 1819   | 1861   | 1871   | 1885   | 1900   | 1925   | 1950   | 1961   | 1970   | 1987  |
| Einwohner | 29    | 20    | *      | 20     | 26     | 24     | 23     | 18     | 33     | 23     | 24     | 12    |
| Häuser    | 6     | 3     |        |        |        | 4      | 4      | 4      | 4      | 5      |        | 6     |
| Quelle    | [ 9 ] | [ 6 ] | [ 10 ] | [ 11 ] | [ 12 ] | [ 13 ] | [ 14 ] | [ 15 ] | [ 16 ] | [ 17 ] | [ 18 ] | [ 1 ] |

## Religion
Eiben bei Münchberg ist bis heute nach St. Peter und Paul (Münchberg) gepfarrt und evangelisch-lutherisch geprägt.